# Frydman (Łapsze Niżne)
Frydman (slowakisch Fridman, ungarisch Frigyesvágása; deutsch Friedmann) ist eine Ortschaft mit einem Schulzenamt der Gemeinde Łapsze Niżne im Powiat Nowotarski der Woiwodschaft Kleinpolen in Polen.

## Geographie
Der Ort liegt am Bach Przykopa und am südlichen Ufer des Czorsztyn-Stausees unterhalb der Pieninen.
Er liegt auf einer Höhe von etwa 530 m, eigentlich niedriger als der Spiegel des Stausees. Ein eigener Staudemm schützt das Dorf gegen die Überflutung.

Karte der Polnischen Zips
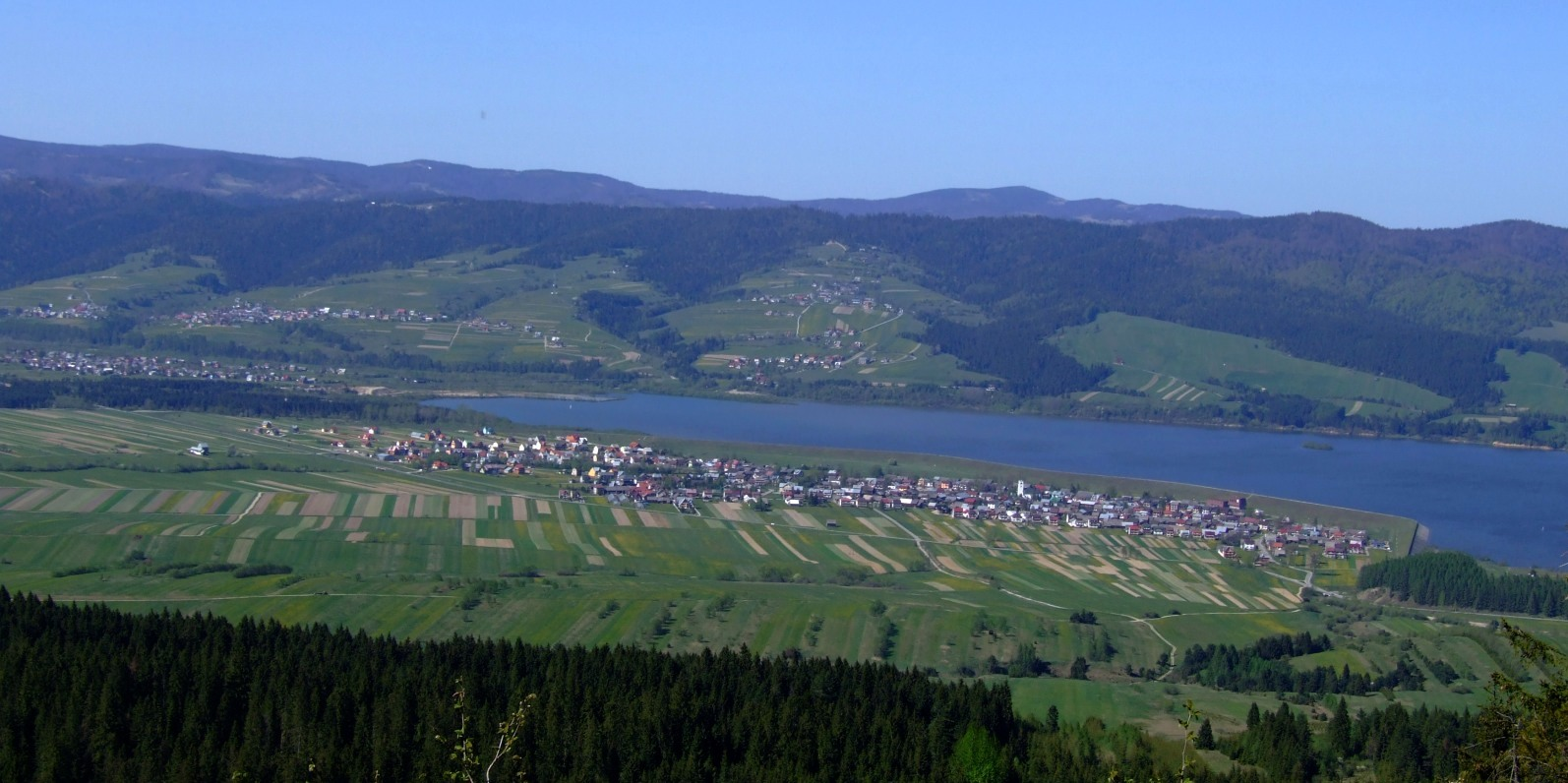
Ortsansicht

## Geschichte
Frydman ist eines der vierzehn Dörfer in der Polnischen Zips.
Der Ort wurde im Jahre 1320 erstmals erwähnt, als ihn der Meister Kokosz terram Fridmanvagasa an seinen Bruder Jan verkaufte. Er könnte schon früher an der Wende zum 13. Jahrhundert besiedelt und dann im Jahre 1308 wiedergegründet (laut Tadeusz Mikołaj Trajdos) worden sein. Er gehörte den Gütern Niedzica an.
Im 19. Jahrhundert wurde Slowakisch die Sprache der Kirche und der Schule, aber die lokalen Goralen sprachen Goralisch, einen polnischstämmigen Dialekt, der in den ungarischen Volkszählungen im Gegensatz zu den goralischen Dörfern der Arwa immer als Slowakisch betrachtet wurde. Später wurde eine Politik der Magyarisierung betrieben.
1918, nach dem Ende des Ersten Weltkriegs und dem Zusammenbruch der k.u.k. Monarchie, wurde das Dorf Teil der neu entstandenen Tschechoslowakei. In Folge der tschechoslowakisch-polnischen Grenzkonflikte im Zips-Gebiet wurde der Ort 1920 der Zweiten Polnischen Republik zugesprochen. Zwischen den Jahren 1920 und 1925 gehörte er zum Powiat Spisko-Orawski, ab 1. Juli 1925 zum Powiat Nowotarski. Im Jahre 1921 hatte die Gemeinde 215 Häuser mit 1130 Einwohnern, davon 1073 Polen, vierzehn Juden, 43 anderer Nationalität (meistens Slowaken), 1109 römisch-katholischen, einem evangelischen, zwanzig israelitischen.
Von 1939 bis 1945 wurde das Dorf ein Teil des Slowakischen Staates.
Von 1975 bis 1998 gehörte Frydman zur Woiwodschaft Nowy Sącz.

## Sehenswürdigkeiten
- Gemauerte Stanislauskirche, erbaut im 13./14. Jahrhundert
- Kastell, gebaut 1585–1590, umgebaut 1910

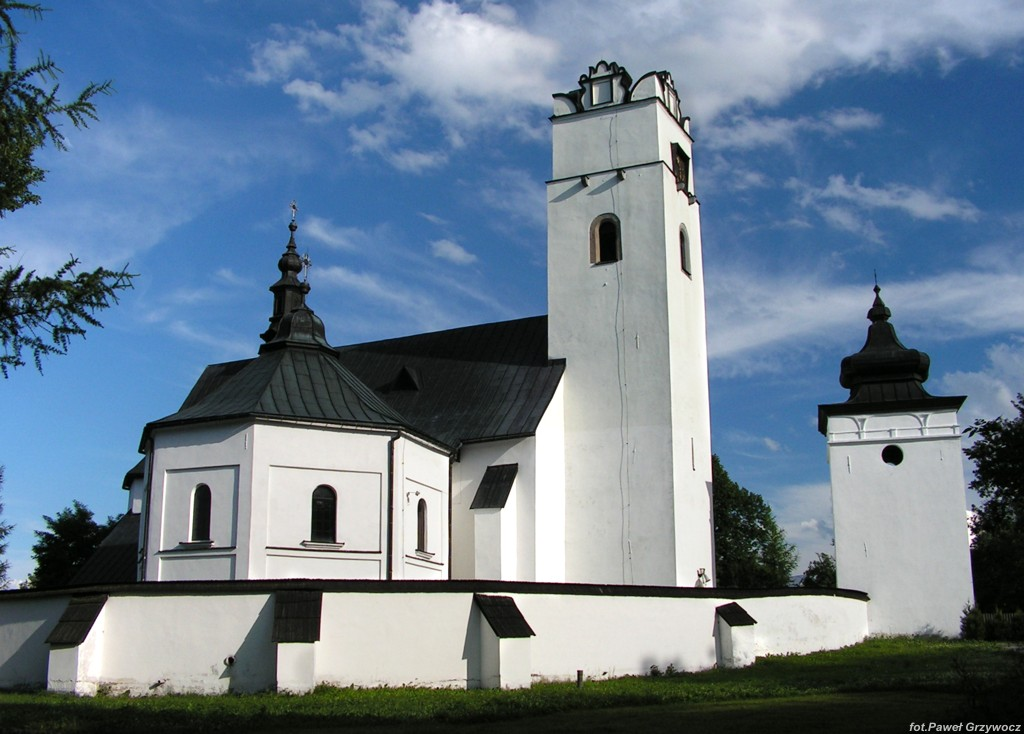
Kirche
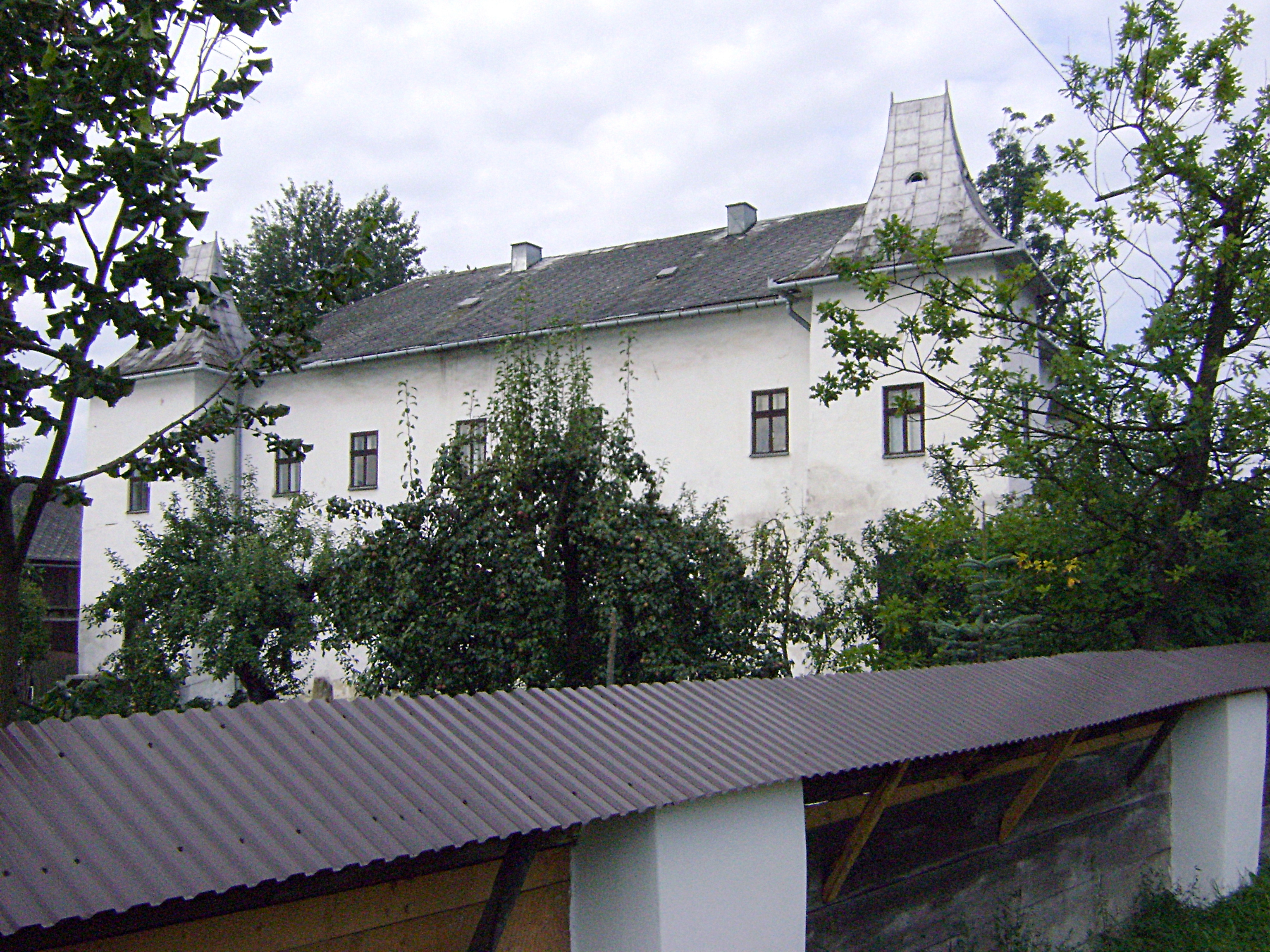
Kastell

## Persönlichkeiten
- Michał Balara (1904–1988), polnischer Lehrer, regionaler und gesellschaftlicher Aktivist[1]